# 卡特拉火山
卡特拉火山（發音：[ˈkʰahtla] ⓘ）是冰岛南部的一座大型活火山，大部分位于米达尔斯冰原下。火山口直径约10公里，最高点海拔1512米。火山呈椭圆形，长轴呈西北至东南走向，面积约110平方公里。最近一次喷发发生在1918年。2010年其西部约20公里的艾雅法拉火山剧烈喷发，当时有专家认为可能会触动卡特拉火山的喷发。